# ハッピーランド放火事件
ハッピーランド放火事件（Happy Land fire）は、1990年3月25日にアメリカ合衆国・ニューヨーク市ブロンクス区のウェストファーム地区のサザン・ブールバード通り1959番地にあるナイトクラブ(ソーシャルクラブ)「ハッピーランド」で発生した事件である。
この事件により87人が亡くなり、その多くは、謝肉祭を祝うために店を訪れていたホンジュラス系アメリカ人の若者だった。
また、87人という犠牲者数は、1911年の3月25日に同じくニューヨーク市で発生したトライアングル・シャツウェスト工場火災の犠牲者数を上回る数であり、アメリカ合衆国内においても、1986年にプエルトリコで発生したデュポン・プラザ・ホテル放火事件の犠牲者数をも上回っていた。
犯人であるフリオ・ゴンザレスは、ハッピーランドの従業員の元恋人であり、犯行からまもなく逮捕され、殺人と放火の罪で起訴された。

## 事件の推移

### 事件発生前
ハッピーランドはニューヨーク州ニューヨーク市のブロンクスにあるナイトクラブであり、事件前の1988年には、非常口、警報およびスプリンクラーの不備などが指摘され、建築基準法違反により、行政処分を受けていた。その後、ニューヨーク市消防局からの追跡調査はなかった。
犯人であるフリオ・ゴンザレスは、1970年代にキューバ革命軍から脱走したため、3年間刑務所に服役していた 。
1980年、彼は麻薬密売をしていた犯罪記録を偽り、キューバからの亡命に成功した。フロリダ州にたどり着いた彼はウィスコンシン州、アーカンソー州を渡った後、マンハッタンにある American Council for Nationalities から支援を受けてニューヨーク市にたどり着いた。
しばらくの間、彼はクイーンズ地区にあるランプ工場に勤務していたが、事件の少し前に解雇された 。また、事件の6週間前には恋人と別れていた。
事件発生当時、彼は彼の住んでいたアパートの2週間分の家賃を滞納しており、アパートの大家は「自分の知る限り、彼は最後の希望にしがみつこうとしていた」と話している。

### 事件発生から逮捕まで
1990年3月25日夜、フリオ・ゴンザレスは元恋人の勤務先であるハッピーランドを訪れ、復縁を迫っていた。元恋人から断られた後も迫っていたが、午前3時頃、彼は用心棒によって店から追い出された。目撃者によると、彼は酔った様子で「こんな場所つぶしてやるからな」（"shut this place down."）と喚いていたとされている。
店から追い出されたゴンザレスは、ガソリンスタンドで1ドル分のガソリンが入った容器を購入した後、店に戻り、店の唯一の出入り口である階段にガソリンをまいて火をつけた。これにより87人が亡くなり、犠牲者の中にはクラブのオーナーも含まれていた。犠牲者のうち19人は1階におり、残りは2階にいた。また、6人の遺体が入り口のドアから数フィート離れたところで見つかった。
死因の多くが窒息または圧迫死だった。また、犠牲者の多くが謝肉祭を祝いに来たホンジュラス系アメリカ人であり、その多くが地元のガリフナ系アメリカ人のコミュニティの出身者だった。
50人の消防士が消火に当たり、火は5分で消し止められた。
初期の報道では3人が生き残ったとされたが、のちに5人 または6人に修正された。
この中には、犯人の元恋人や、ハッピーランドのオーナーの妻が含まれていた。また、DJは身体の半分に二度または三度の火傷を負っており、危篤状態で病院に搬送されたが、一命を取り留めた。
犯行後、帰宅したゴンザレスは、ガソリンの染みた服を脱ぎ捨てて寝た。
一方、警察は元恋人から事件発生当時の状況を聞き出し、ゴンザレスが犯人であると断定した。そして、翌日の昼に彼は逮捕され、クラブに火をつけたことを認めた。

## 裁判

### ゴンザレスに対する裁判
犠牲者1人につき2件の訴因が立件された結果、彼は174件の訴因で訴えられ、1991年8月18日には87件の殺人と、87件の放火で有罪となった。
これらを総合して、彼には最低25年の終身刑が科せられた。
2015年3月に彼は仮釈放できることになっていたが、当日仮釈放申請が却下された。
次の仮釈放の申請権が得られる2ヶ月前の2016年9月13日、61歳だった彼は心筋梗塞で亡くなった。

### ハッピーランドの建物の所有者、および土地の所有者らに対する訴訟
ハッピーランドが入っていた建物の一部は、女優キャスリーン・ターナーの当時の夫である不動産業者ジェイ・ワイスが管理していた。
ブロンクス地方検事は建物のオーナーであるアレックス・ディロレンツォ三世（Alex DiLorenzo III）、賃貸契約を結んでいたワイスとモリス・ジェフは、クラブを閉店させ、関係者の立ち退きを計画していたことから、事件に対する責任はないと判断した 。
1987年の時点で、ワイスとジェフが経営するLittle Peach Realty Inc.は、今回の火事で死亡したクラブのオーナーであるイライアス・コロン（ Elias Colon）と7年間の賃貸契約を結んでいた 。
3月28日には退去を求める裁判が予定されていたが、もしコロンが生き延びたとしても、ハッピーランドが入っていた建物は火事によって使い物にならなくなるため、裁判が開かれるかどうか不透明となった可能性がある。
ブロンクス地検の判断に対し、 ニューヨーク市法律局は1991年に、建物のオーナーであるディロレンツォ、土地の所有者であるワイスとジェフには微罪があり、三人には建物が建築基準法に違反していたことに対して責任があるとの判断を示した 。
1992年5月、彼らの有罪が認められ、社会奉仕活動と、ブロンクスにあるホンジュラス人のコミュニティセンターに対する$150,000の支払いが命じられた。
また、生存者ならびに犠牲者の遺族が、建物の所有者であるディロレンツォ、土地の所有者であるワイスとジェフに加え、ニューヨーク市と一部の建材メーカーを相手取り、5,000万ドルの賠償金の支払いを求める裁判を起こした。1995年7月、犠牲者一人につき163,000ドル（総額1,580万ドル）の支払いが命じられた。
ただし、ディロレンツォについては、本件以外の事情によって経済的に余裕がなかったため、支払額が減らされた。

## 反応

### 追悼の動き
女優のキャスリーン・ターナーは、現場となったハッピーランドの土地の所有者の妻であり、「事件は大変不幸ですが、マクドナルドでも起こりうります」（the fire was unfortunate but could have happened at a McDonald's）と雑誌ザ・ニューヨーカーにコメントを寄せた 。
犠牲者を悼むため、ハッピーランドの跡地には"The Plaza of the Eighty-Seven"が作られた 。
犠牲者のうち5人が通っていたセオドア・ルーズベルト高校では、1990年4月まで追悼式が行われた 。
犠牲となった87人の名前が刻まれた碑が現場の向かい側に設立された。

### 本件を題材とした作品
本件を題材とした作品としてデュラン・デュラン"Sin of the City"（アルバム 『デュラン・デュラン』収録）や、ジョー・ジャクソンの "Happyland"（アルバム『ナイト・アンド・デイII』収録）がある。

## 類似事件
2016年12月にカリフォルニア州で発生したオークランド倉庫火災は、建築基準法や賃貸契約に違反していた点などから本件と比較される.。
また、1972年にカナダのモントリオールで起きたブルーバード・カフェ放火事件も、出入り口が一か所しかなかった点や、凶器にガソリンが用いられた点などが共通している。